# Aragüita
Aragüita es una de las 6 Parroquias del Municipio Acevedo del estado Miranda. Fue fundada en el año 1584 con el nombre San Juan de La Paz. se erigió parroquia eclesiástica en el año 1761, con el nombre de San Francisco Javier de Araguita, con motivo de haberse señalado este paraje para edificar la iglesia del curato que se erigió en este territorio para socorro espiritual de los esclavos y demás personas que cultivaban las haciendas comprendidas en el.

## Historia
La historia del pueblo de Aragüita tiene su inicio finalizando el siglo XVI, cuando fue fundado por Sebastián Díaz de Alfaro en el año  1584 con el nombre de San Juan de La Paz, como compañero de Diego de Lozada en la fundación de Caracas en el año 1567. Para el año 1583, en que Don Luis Rojas había sucedido en la Gobernación de Venezuela a Don Juan de Pimentel, fue comisionado para fundar un pueblo y pacificar a los indios Quiriquiri, Araucos y Tomusas. En los primeros meses del año 1584. Para Sojo, P (1986) Aragüita pertenece conjuntamente con Caucagua, Curiepe, Panaquire, 
y Capaya, a las poblaciones más antiguas de la República. Menciona que la hidrografía se considera extensa y abundante, conformada por riachuelos y quebradas que fue el punto de partida para el desarrollo económico.
El cronista de San Francisco Javier de Aragüita, Milano, R (2006) refiere que: “Después de fundar San Juan de la Paz, Díaz de Alfaro dejó en ella el número de vecinos al descubrimiento de las minas de oro de Apa y Carapa; por motivos de las constantes lluvias y lo intricado de la selva, fue abandonado paulatinamente hasta que, en el año 1698, fue nuevamente reconstruido por el gobernador Don Francisco Berroteran con el nombre de San Francisco de la Paz; a pesar de que misioneros católicos visitaban este pueblo, fue en el año 1761 cuando tuvo su primera iglesia, la cual fue construida de bahareque y caña brava por el hacendado Francisco Ignacio de Ponte. En el año 1784 el Obispo Mariano Martì visitó a esta población, y el 2 de enero de ese año, la elevo parroquia eclesiástica”.

## Cultura
Festival de Tambor en Araguita (24-06-1974) organizado por la Escuela de Trabajo Social de la Universidad Central de Venezuela.